# Walther Beyer
Paul Theodor W. Walther Beyer, född 18 mars 1902 i Leipzig, död 1960 i Stockholm, var en tysk-svensk skulptör och grafiker.
Han var son till konsthandlaren Carl Otto Beyer och Elsa Redder. Efter studentexamen 1919 utbildade sig Beyer till konsthandlare. I samband med att han studerade konsthistoria och arkeologi vid universitetet kom han i kontakt med skulptören FW Kunze i Leipzig. Detta ledde till att han 1922 började studera skulptur för Kunze, han fortsatte därefter studierna för Hans Schwegerle vid konstakademien i München 1926. Han fick senare undervisning i trägravyr och träsnittsframställning av sin morfar xylografen Theodor Redder i Leipzig. 
Han flyttade till Sverige 1936 och blev svensk medborgare 1943. Bland hans offentliga arbeten märks ett par snidade dörrflyglar till Nya begravningskapellet i Eskilstuna. Separat ställde han ut i Västerås 1947 och han medverkade i samlingsutställningar med Sveriges allmänna konstförening och i Heine utställningen i Stockholm 1947. Hans konst består av ett stort antal porträttskulpturer i brons, terrakotta och trä samt djurskulpturer i brons och trä samt en mängd ornamentala arkitekturdelar och kyrkliga träskulpturer.